# ポリュデクテス
ポリュデクテス（ギリシア語: Πολυδέκτης、ラテン語: Polydectes、在位：紀元前830年 - 紀元前800年）はエウリュポン朝のスパルタ王である。
多くの記述によれば、ポリュデクテスはエウノモスの子で、立法者リュクルゴスの兄弟であり、カリラオスの父である。しかしヘロドトスとパウサニアスは他の歴史家たちとは違い、彼をエウノモスの父であるとしている。ポリュデクテスの治世下のスパルタは平和であり、次代の王にはエウノモスが就いた。

## 註
1. ↑  ヘロドトス, VIII., 131
2. ↑  パウサニアス, I, 3, 3